# Лоскутик и Облако (мультфильм)
«Лоскутик и облако» — советский трёхсерийный мультфильм в технике перекладки, снятый в 1977 году на студии ТО «Экран» режиссёром Расой Страутмане по сценарию Софьи Прокофьевой, написанному на основе её собственной одноимённой сказки.
Премьера мультфильма состоялась на первом канале центрального телевидения СССР в 15:15 московского времени 31 декабря 1978 года.

## Сюжет
Король Фонтаниус и его канцлер Слыш сделали так, что в стране прекратились дожди и пересохли водоёмы. Воду людям может продать только король, но продает её втридорога. 
Девочка по имени Лоскутик и её новый друг Облако решают проблему: из Тучи, дальней родственницы Облака, в страну проливается обильный дождь.

## Создатели
- Сценарий Софьи Прокофьевой
- Тексты песен Давида Самойлова[a]
- Музыка Бориса Чайковского
- Режиссёр — Раса Страутмане
- Художник-постановщик — Галина Беда
- Оператор — Александр Жуковский
- Звукооператор — Виталий Азаровский[b]
- Роли озвучивали: Клара Румянова, Олег Табаков, Ролан Быков, Вячеслав Невинный, Рогволд Суховерко, Артём Карапетян, Михаил Лобанов, Борис Рунге, А. Берзин, Коля Ивлев
- Мультипликаторы: Павел Петров, Константин Романенко, Борис Савин, Валерий Шуленин, Н. Базельцева, Т. Великород, Фазиль Гасанов, Владимир Вышегородцев, Владимир Спорыхин, Ксения Прыткова
- Художники: Е. Строганова, Е. Лопатникова, Инна Карп[c], Л. Хорошкова, В. Пухова, В. Самотейкин, О. Прянишникова, Елена Терлеева[d], Т. Кузьмина, Ольга Хорова[e], И. Балова
- Ассистент оператора — С. Карасёв
- Монтаж — С. Симухиной
- Музыкальный редактор — Н. Дружинина
- Редактор — Валерия Коновалова
- Директор фильма — Олег Кузнецов

## Критика
Вьетнамский режиссёр и исследователь анимации Нго Мань Лан в своей кандидатской диссертации писал, что в фильме «Лоскутик и облако» режиссёра Р. Страутмане в графической трактовке положительного персонажа Лоскутика отсутствует элемент преувеличения, что, вопреки авторскому замыслу, вызывает у зрителей реакцию раздражения.
Композитор и искусствовед Юрий Абдоков назвал «Лоскутик и облако» режиссёра Расы Страутмане «одним из самых эстетичных отечественных мультипликационных сериалов», песни из него (на стихи Д. Самойлова и музыку Б. Чайковского) — «дивным букетом» и одним из образцов высочайшего владения композитором песенным жанром.